# Dima (ingegneria)

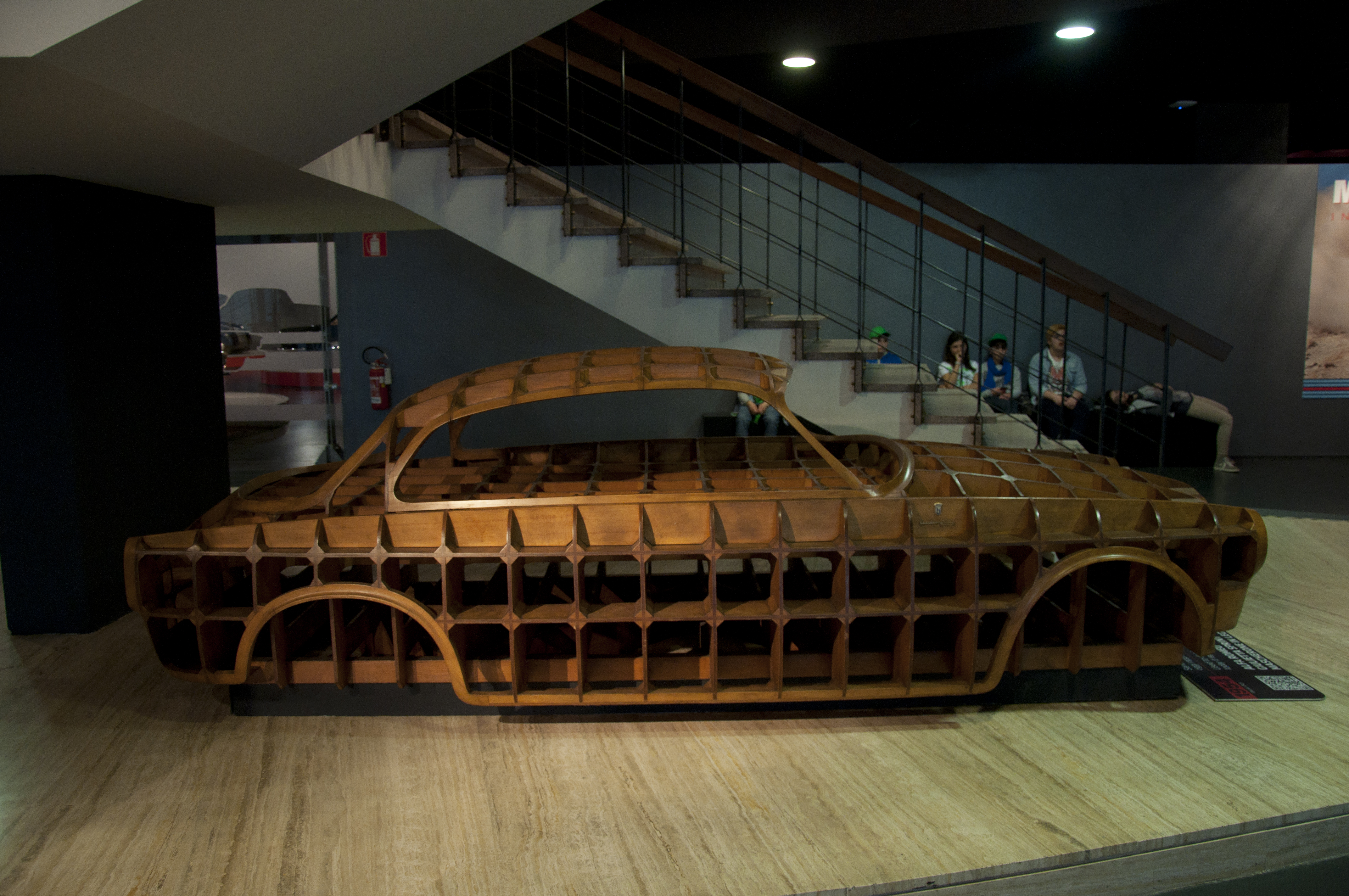
Il mascherone in legno usato per costruire gli stampi della carrozzeria dell'Alfa Romeo Giulietta Sprint (1954)

La dima, anche detta maschera, mascherone o modano, è una forma, uno stampo o una sagoma, che viene realizzata per poter riprodurre una spaziatura, il profilo di un oggetto, o l'oggetto stesso.
Con le dime si possono regolare, predisporre e assemblare diverse parti che debbano essere necessariamente calibrate millimetricamente tra di esse.

## Etimologia
Il lemma "dima" è la trasformazione per sincope del termine latino medievale "digma", il cui uso iniziò in Italia nella prima metà del VII secolo, durante il periodo dell'Esarcato di Ravenna, derivato dal greco δεῖγμα, con il significato di mostra, saggio, modello o campione.
Nei dialetti e lingue regionali italiani, la parola venne anche assunta nelle forme degma, delma, deuma, delma, derma, dema, con identico significato.

## Impieghi
Le dime si usano nell'industria, come nell'artigianato, per costruire, installare e riparare. Hanno la più vasta applicazione nell'edilizia, nell'idraulica, nella meccanica e nei più disparati settori. Possono essere di fabbricazione industriale o artigianale.
Esempi vari di utilizzo sono: 
- Nella falegnameria: per praticare contemporaneamente molteplici fori ben precisamente dislocati, composte da utensili montati su mandrini rotanti coordinati tra loro e mossi da motori elettrici;
- Nell'idraulica: per la disposizione, il fissaggio e la posa in opera di tubi e/o il fissaggio a questi di articoli tecnici o di apparecchiature idrauliche e termo idrauliche, composte da lamiere prestampate e preforate che opportunamente ancorate a parete si offrono quale provvisorio alloggiamento ai vari tubi per acqua gas od altro fino al loro fissaggio definitivo.
- Nella carrozzeria: abbinate al banco di riscontro, per riportare in forma tramite raddrizzatura le scocche di veicoli sinistrati, composte da due parti: le basi, che si andranno a posizionare in appositi alloggi del banco e dai calibri che verranno sistemati sulle basi e che andranno poi ad intersecare le parti interessate del veicolo, per il riscontro misurativo.
- Nell'ottica/oftalmica: viene utilizzata per riprodurre la forma dell'occhio di una montatura e quindi realizzare la lente idonea, che verrà poi montata sull'occhiale stesso. Anche nella realizzazione delle montature stesse, venivano usate dime che riproducevano il modello, anche in scala industriale.
- Nell'assemblaggio: vengono spesso create delle dime di montaggio che hanno la funzione di sostenere e posizionare correttamente più elementi che devono essere assemblati tra loro. Con l'impiego delle suddette dime è possibile ridurre i tempi di assemblaggio e scongiurare eventuali errori di assemblaggio.

Attualmente, nell'industria più che nell'artigianato, là dove possibile si tende a sostituire le dime con tecnologie informatizzate (CAD).